# Duy-Loan Le
Duy-Loan T. Le (* 1962 in Nha Trang, Südvietnam) ist eine US-amerikanische Ingenieurin und die erste Asiatin, die zum Texas Instruments Senior Fellow gewählt wurde.

## Jugend
Duy-Loan Le floh 1975 in die USA und ließ sich schließlich in Houston nieder. Ihre Familie stieß einige Jahre später zu ihr in die USA.
Obwohl Duy-Loan Le bei ihrer Ankunft kein Englisch sprach, beherrschte sie die Sprache schnell genug, um die Alief Hastings High School mit 16 Jahren als Primus Omnium abzuschließen.
1976 erhielt sie ihre erste Auszeichnung in den USA als "Bürgerin des Monats" vom Kiwanis International Club.
1981 erhielt sie vom Büro des Botschafters der Niederlande eine Auszeichnung für ihre schulischen Leistungen und ihren humanitären Einsatz bei der Beschaffung von Spenden für die vietnamesischen Flüchtlinge.

## Karriere
1982, im Alter von 19 Jahren, erwarb Duy-Loan Le einen Bachelor-of-Engineering-Abschluss mit Auszeichnung an der University of Texas at Austin und erwarb anschließend im Mai 1989 berufsbegleitend einen MBA an der University of Houston. Sie begann ihre berufliche Laufbahn bei Texas Instruments als Ingenieurin für Speicherentwicklung.
Duy-Loan Les technische Beiträge bei Texas Instruments wurden gewürdigt, als sie 1990 zum Member of Technical Staff, 1993 zum Senior Member of Technical Staff, 1997 als erste Frau zum Distinguished Member of Technical Staff und 1999 als erste Frau zum TI-Fellow gewählt wurde.
Sie hat als Programmmanagerin für Laplace (ein digitaler Signalprozessor für 3G-Basisstationen) Entwicklungsprojekte für die drahtlose Kommunikation geleitet. 2002 wurde Duy-Loan Le als erste asiatische Amerikanerin und erste Frau in der 75-jährigen Geschichte von Texas Instruments zum TI Senior Fellow gewählt.
Seit 2002 ist sie Mitglied des Verwaltungsrats von National Instruments.

## Wohltätigkeit
Duy-Loan Le beteiligt sich an zahlreichen Wohltätigkeitsprojekten für Hochschulen und Waisenhäuser. Sie ist im Vorstand von zwei gemeinnützigen Organisationen, die Bildung fördern und Projekte zur sozialen und wirtschaftlichen Entwicklung in der Dritten Welt unterstützen.
Duy-Loan Le hat sich für die Verbesserung der Bildungs- und Lernbedingungen in Vietnam eingesetzt. 
Duy-Loan Le spricht regelmäßig auf Veranstaltungen zur Förderung von Frauen und asiatischen Amerikanern.
Beispiele ihres Engagements:
- Direktorin der Mona Foundation, die Bildung fördert und die soziale und wirtschaftliche Entwicklung in 10 Ländern unterstützt.[3]
- Gründungsmitglied und Direktorin des Beirats der Sunflower Mission, die Bildungshilfe nach Vietnam bringt.[4]
- Mitarbeit in der Kommission 125 der University of Texas (UT), die die Zukunft des Bildungswesens der UT für die nächsten 25 Jahre gestaltet.
- Einladungen als Rednerin von Universitäten, der IEEE und Women in Technology International (WITI)

## Privatleben
Duy-Loan Le ist verheiratet mit Tuan N. Dao. Sie haben zwei Söhne. Sie hat den schwarzen Gürtel in Taekwondo und hat mehrere Medaillen und Trophäen im Staat Texas gewonnen.

## Auszeichnungen
- 2000: Top 20 Houston Women in Technology
- 2001: Women in Technology Hall of Fame[1]
- 2002: National Technologist of the Year auf der Women of Color Conference in Atlanta
- 2007: Anita Borg Institute Women of Vision for Leadership Award[5]
- 2017 Asian Hall of Fame[6]